# Charles de Mills
'Charles de Mills', 'Bizarre Triomphant', 'Charles Mills' ou encore 'Charles Wills', est un rosier gallique déjà cultivé au XVIIIe siècle qui reste encore l'un des galliques les plus cultivés.

## Description
Ce rosier dont la taille varie entre 1,20 m et 1,70 m a un feuillage à 5 à 7 folioles ovales et larges, qui va du vert moyen au vert sombre.
Ses fleurs doubles parfumées de 8 à 9 cm de diamètre à la forme plutôt plate, présentent des boutons couleur rouge sang, qui s'ouvrent sur un rouge cramoisi pour passer  au pourpre intense en vieillissant. Les fleurs sont portées soit en solitaire soit réunies par groupe de 3 à 7. La floraison unique se produit au début de l'été durant près de quatre semaines.
'Charles de Mills' est un rosier non remontant,.

## Culture
Ce rosier vigoureux est facile à cultiver. Il est assez résistant aux différentes maladies cryptogamiques, excepté l'oïdium, le marsonia et la rouille du rosier qui peuvent l'atteindre surtout dans les zones aux étés assez pluvieux,.
Il faut tailler très légèrement les deux premières années pour laisser ce rosier s'installer puis tailler de seulement 1/3 chaque année car ce rosier fleurit sur du vieux bois.
Ce cultivar a tendance à drageonner. On peut séparer les drageons du pied mère pour créer de nouvelles plantes.

## Histoire
Ce rosier, dont la fleur exhale un parfum léger et agréable, est considéré comme la perfection même, et faisait partie des favoris de l'impératrice Joséphine.

## Ascendance
Ses parents restent inconnus. Il aurait été créé selon les sources en France ou aux Pays-Bas.

## Distinctions
- La célèbre RHS (Royal Horticultural Society) lui accorde son AGM (Award of Garden Merit) en 1993[3].